# Claude Mandonnaud
Claude Mandonnaud (Limoges, Francia, 2 de abril de 1950) es una nadadora retirada especializada en pruebas de estilo libre. Fue campeona de Europa en 400 metros libres durante el Campeonato Europeo de Natación de 1966.
Representó a Francia en los Juegos Olímpicos de Tokio 1964 y México 1968.

## Palmarés internacional
| Campeonato Europeo de Natación | Campeonato Europeo de Natación | Campeonato Europeo de Natación | Campeonato Europeo de Natación |
| Año                            | Lugar                          | Medalla                        | Prueba                         |
| ------------------------------ | ------------------------------ | ------------------------------ | ------------------------------ |
| 1966                           | Utrecht ( Países Bajos)        | Medalla de oro                 | 400 m libre                    |
| 1974                           | Viena ( Austria)               | Medalla de bronce              | 4 × 100 m libres               |